# Wiz Khalifa
Cameron Jibril Thomaz (bolj znan kot Wiz Khalifa), ameriški raper, * 8. september 1987, Severna Dakota, ZDA.
Svoj prvi album Show and Prove je objavil leta 2006. Videospot za pesem See You Again, ki jo je izdal leta 2015 je eden izmed najbolj gledanih posnetkov na kanalu You Tube.